# フーガ
フーガ（伊: fuga、遁走曲または追走曲）は、対位法を主体とした楽曲形式の1つ。

## フーガとは
"fuga"（逃走）という語が示すように、各声部が同じ主題をもとに順に「追走」する模倣の技法を特徴とする。基本的に単一の主題にもとづいて展開するが、複数の主題をもつフーガもある（#多重フーガ）。声部間の厳格な模倣が最後まで続くカノンとは区別される。

### フーガの形式
典型的なものを示せば次の通りである。
提示部（主調） - 嬉遊部 - 提示部（主調以外） - 嬉遊部 ………… - 追迫部（主調）
この提示部ないし追迫部と嬉遊部の関係だけを見ると、リトルネロ形式と非常に似ている。
フーガでは各提示部において、下記のように各声部が同じ旋律を定められた変形を伴って順次奏するのが特徴であるが、普通、回ごとに各声部が違う順序で導入される。
上述のものはあくまでも典型的な例であって、標準的でないもの（主題が複数あるものや、ストレッタを欠くものなど様々）もありうる。

### 提示部

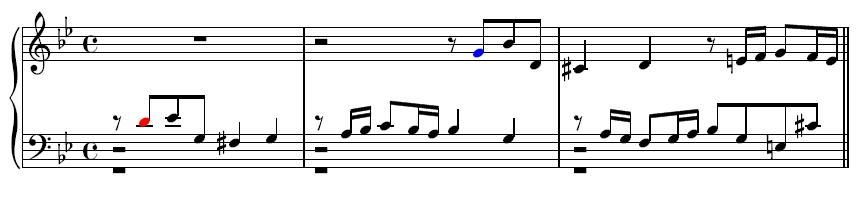
J.S.バッハの『平均律クラヴィーア曲集』第1巻、第16番 (ト短調）フーガの冒頭。応唱（上段、2小節目）の1音目に変応がみられる。

フーガの大きな特徴は、カノン同様、同じ旋律が複数の声部に順次現れるということである。
この部分を主題提示部（英・仏: exposition）、または単に提示部、主部と呼ぶが、これには次のような原則がある。
1. 最初に一つの声部が旋律（フーガでは最初の声部のそれを主唱（英：subject、仏：sujet、伊：soggetto）という）を提示する（そのあと、結句（coda、codetta）と呼ばれる短い自由な経過句が挿入されるのが普通である）。
2. 主唱が終わったら、別の声部で主唱を繰り返す。これを応唱（英：answer、仏：réponse）という。このとき、基本的に全体を5度上げるないし4度下げる（正応）。ただし、その中で、属音は、原則として5度上げずに4度上げて（ないし5度下げて）主音にする（変応（へんのう））。これは、主音と属音を入れ替えることが求められるためである。
  - 応唱が始まったら、最初の声部ではやや遅れて別の旋律を演奏する。これを対唱（英：countersubject、仏：contre-sujet）という。
3. 3声以上ある場合には、第3の声部で主唱を演奏する。まれに応唱を演奏することがある。
  - 第2の声部で、対唱を演奏する。対唱は、主唱（応唱）に合わせて変化させられる。
  - 最初の声部は自由唱となる。
4. 4声以上ある場合には、第4の声部で応唱を演奏する。しばしば主唱を演奏することがある。
  - 第3の声部で、対唱を演奏する。対唱は、応唱（主唱）に合わせて変化させられうる。
  - 第1、第2の声部は自由唱となる。
5. 以下、すべての声部で主唱もしくは応唱を演奏する。

このようにして、提示部が形成される。提示部は一つのフーガの中に異なる調で数回現れる。

### 追迫部
提示部と、推移的な嬉遊部（英：episode、仏：divertissement）とを繰り返し、最後に追迫部（ストレッタ stretta）が置かれる。追迫部では追迫（主唱が終わらないうちに応唱を導入する）という手法が用いられる。

## フーガの種類

### 声部の数
フーガは声部の数によって二声のフーガ、三声のフーガ、四声のフーガ、五声のフーガ……などと分類される。声部数によって、当然作曲に求められる技法は変化する。

### 多重フーガ
複数の主題を持って構成されるフーガをその数に従って二重フーガ、三重フーガと呼ぶ。普通のフーガでは対唱の主題性は主唱に比べて低く、2つの旋律が同時に演奏されるにしても主題は1つであると言って良いが、これらのフーガでは同等の主題性を持つ旋律が複数並び立つこととなる。このようなフーガでは、しばしばそれら複数の主題が曲頭から順に提示される（4声の二重フーガの場合は第1主題→第2主題→第1主題（属調）→第2主題（属調）となる）。

### 反行フーガ
フーガの主題は時として上下転回された形で模倣される。上下転回された主題を、主題の反行形と呼ぶ。最初の提示部での応答が転回されたり（結果として主音と属音が入れ替わる）、第2、第3…の提示部において主題が転回されるなど、反行形の主題の提示位置は様々である。こうした反行形の主題が示されるフーガを反行フーガと呼ぶ。

### 拡大フーガ・縮小フーガ
フーガの中で、主題がその音価を整数倍に拡大して示される場合、これを拡大フーガと呼ぶ。例えば2倍の拡大であれば、四分音符→二分音符、八分音符→四分音符のように、主題の全ての音符が比例拡大される。同様に主題が音価を縮小されて示される場合、これを縮小フーガと呼ぶ。拡大ないし縮小された主題はしばしば曲の途中から示され、効果的に用いられる。

### フゲッタ
小さなフーガの意味である。また、上記の要件を満たさない、フーガ様の楽曲をフゲッタ (fughetta) と呼ぶことがある。

### フガート
交響曲や室内楽曲、ソナタなどの一部に現れるフーガ様の部分は、フーガの提示部やストレッタなどの様式・技法を用いて作曲されているが、フーガとしての要件を全て満たしているわけでもなく、また独立した曲ではなくて一つの曲や楽章の部分を成す。こうしたものはフガート (fugato) と呼ばれる。
ソナタ形式の展開部においては、提示部で提示された2つの主題（後期ロマン派に於いては3つの場合もある）がまず転調を繰り返したのち、フーガ様の部分（フガート）を挟み、やがて属音保続でクライマックスを迎えて、再現部に戻る、という構造を持つものが多い。また交響曲の第4楽章に於いては、長大なフーガがその楽章の主要な部分を占めるという楽曲も見られる（モーツァルト: 交響曲第41番「ジュピター」、ブルックナー: 交響曲第5番など）。
オペラでは複数の歌い手が対等に歌う楽曲（または部分）でフーガの構造を持つものがあり、作曲家の手腕の見せ所とされた。ヴェルディ「マクベス」改訂版や「ファルスタッフ」、ワーグナー「ニュルンベルクのマイスタージンガー」などに見られる。
イタリアの各種音楽院がフランスの対位法とフーガの教程を翻訳していたとき、音楽院の教員は模倣形式とフガートへの言及がないことに気づいた。そこで、1930年代からBasso Imitato e Fugatoという模倣形式とフガートのための教材が続々と出版された。教本執筆者のなかにはジャチント・シェルシのアシスタントを務めたヴィエーリ・トサッティも含まれている。

## 主要曲

### ルネサンス
バロック以前の作曲家、特に教会音楽においては、モテットとして対位法が用いられることが多く見られ、その中の主な様式の一つとしてフーガがあった。
代表的な作曲家として、ジョヴァンニ・ダ・パレストリーナ、ジョスカン・デ・プレ、オルランド・ディ・ラッソなどが挙げられる。

### バロック
バロック初期にはリチェルカーレ、ファンタジアなど様々な対位法的な器楽曲が存在したが、後にそれらは一括してフーガと呼ばれるようになった。また前奏曲やトッカータなど即興的作品の一部として挿入されていた対位法的な部分が次第に拡大され、1つの楽章として確立したものもフーガと呼ばれるようになった。バロック後期に活動したヨハン・ゼバスティアン・バッハの作品はフーガの書法における一つの頂点とみなされ、またヨハン・ヨーゼフ・フックスが1725年に発表した理論書『グラドゥス・アド・パルナッスム』は後世まで影響を与えた。
- J.S.バッハ: 『平均律クラヴィーア曲集』第1、2巻 - 長短24調による全48曲の前奏曲とフーガ。
- J.S.バッハ: 『フーガの技法』
- ヘンデル: 『メサイア』[注釈 2]

### 古典派
古典派の時代に入るとフーガは標準的な形式からは外れ、和声的な思考が重視されるにつれてしだいに衒学的、難解でなじみの薄いものとみなされるようになった。しかしフーガは作曲されつづけ、ミサ曲などの声楽曲にはフーガを配置する伝統が残ったほか、ソナタ形式などの楽曲にもフーガが組み込まれることがあった。
- ハイドン: 弦楽四重奏曲集「太陽」 op. 20[注釈 3]
- ハイドン: 交響曲第3番、第13番、第40番、第70番
- モーツァルト: ミサ曲 - K. 139, K. 66, K. 167, K. 262, K. 337、K.427 (大ミサ、未完）
- モーツァルト: 交響曲第41番「ジュピター」K. 551 第4楽章
- モーツァルト: レクイエム K. 626 キリエ（ルクス・エテルナ[注釈 4]）、ラクリモーサ（アーメンのフーガのスケッチのみ残存、後世の研究者たちが補作を試みている）、ドミネ・イエス
- レイハ: 36のフーガ op. 36
- ベートーヴェン: 『エロイカ』の主題による変奏曲とフーガ op. 35
- ベートーヴェン: ピアノソナタ第29番「ハンマークラヴィーア」op. 106 第4楽章
- ベートーヴェン: 交響曲第9番 第4楽章 Allegro energico, sempre ben marcato 以降
- ベートーヴェン: ミサ・ソレムニス　ニ長調　グローリア、クレド
- ベートーヴェン: 弦楽四重奏のための大フーガ op. 133

### ロマン派
- カール・チェルニー: 48の前奏曲とフーガ op. 856
- ベルリオーズ: レクイエム op. 5 サンクトゥス
- ベルリオーズ: テ・デウム op. 22 第1曲、第6曲
- メンデルスゾーン: 6つの前奏曲とフーガ op. 35
- シューマン: 4つのフーガ op. 72
- リスト: BACH主題による幻想曲とフーガ S.529
- フランク: 前奏曲、コラールとフーガ ロ短調 M. 21
- フランク: 前奏曲、フーガと変奏曲 ロ短調 op. 18
- ブラームス: ヘンデルの主題による変奏曲とフーガ op. 24
- ブラームス: ドイツ・レクイエム 第3曲、第6曲
- ブルックナー: 交響曲第5番 WAB. 105 第4楽章
- ヴェルディ: レクイエム サンクトゥス、リベラ・メ

### 近代（20世紀前半）
- パデレフスキ: 変奏曲とフーガ op. 23
- ブゾーニ: ショパンのハ短調前奏曲による変奏曲と自由な形式のフーガ op. 22
- ブゾーニ: バッハの断片に基づくコラール前奏曲とフーガ BV 256a[注釈 5]
- レーガー: J.S.バッハの主題による変奏曲とフーガ op. 81
- レーガー: テレマンの主題による変奏曲とフーガ op. 134
- レーガー: バッハの主題による幻想曲とフーガ op. 46
- レーガー: 序奏、パッサカリアとフーガ op. 127
- ドホナーニ: E.G.の主題による変奏曲とフーガ op. 4
- ベルク: ヴォツェック 第2幕第2場
- ウィリアム・シューマン: 交響曲第3番
- ブリテン: パーセルの主題による変奏曲とフーガ op. 34（青少年のための管弦楽入門）
- ウォルトン: スピットファイア 前奏曲とフーガ
- ラヴェル: クープランの墓 第2曲 フーガ[注釈 6]
- バルトーク: 弦楽器と打楽器とチェレスタのための音楽 Sz. 106 第1楽章
- トッホ: 地理的フーガ（英語版）
- デュリュフレ: アランの名による前奏曲とフーガ op. 7
- デュリュフレ: レクイエム op. 9 キリエ
- ケクラン: バッハの名による音楽の捧げもの op. 187
- メシアン: 幼子イエスに注ぐ20の眼差し 第6曲 それに全ては成されたり
- ヒンデミット: ルードゥス・トナリス

### 現代（20世紀後半）
- ルトスワフスキ: 13の独奏弦楽器のための前奏曲とフーガ
- ブーレーズ: ピアノソナタ第2番 第4楽章[7]
- リゲティ: 『レクイエム』キリエ[8]
- グレン・グールド: じゃあ、フーガを書きたいの？

ドミートリイ・ショスタコーヴィチがピアノのための『24の前奏曲とフーガ』（1950年-1951年）を作曲して以来、次のような人物がバッハを踏襲した『24のプレリュードとフーガ』を書いている。
- ロディオン・シチェドリン
- 原博
- ハワード・スケンプトン（英語版）[10]
- ディミトリー・スミルノフ
- ニコライ・カプースチン
- セルゲイ・スロニムスキー
- ニエル・ヴィゴ・ベンツォン
- ハンス・ガル
- トリグヴェ・マドセン（英語版）[11]
- フランク・トヴェオル・ノーレンステン (Frank Tveor Nordensten)[12]
- ユリウス・ヴァイスマン
- ディヴィッド・オット（英語版）[13]
- ヴセヴォロード・ザデラツキー（英語版）
- ゲオルギー・ムシェル（ロシア語版）
- マリオ・カステルヌオーヴォ＝テデスコ

### クラシック音楽以外
- レナード・バーンスタイン: 『ウエスト・サイド物語』クール
- ジョン・ルイス（モダン・ジャズ・カルテット）: コンコルド
- ピアソラ: フーガと神秘、フーガ9
- ジョン・ウィリアムズ: 『ジョーズ』檻の用意（シャーク・ケージ・フーガ）
- Giovanni Dettori: レディー・ガガ・フーガ（『バッド・ロマンス』による）[注釈 8]

## 学習
フーガは対位法の学習課程で重要な位置を占める。かつて19世紀まで、ヨーロッパの主要都市の大聖堂など主だった教会に任務するオルガン奏者は、ミサで用いられる聖歌の旋律の断片をもとに、フーガを即興演奏することが求められた。この伝統は21世紀の現在においてもオルガン奏者に受け継がれている。
ヘンデルにまつわる俗説として、ドメニコ・スカルラッティと即興演奏の公開演奏会で勝負をしたところ、チェンバロでは両者は対等であったが、オルガンでは先にヘンデルが見事な即興フーガを披露し、スカルラッティはそれを聞いただけで自分は演奏せずヘンデルの勝ちを認めたという逸話があるが、これは後世の創作である。またブルックナーは青年時代、リンツ大聖堂のオルガン奏者登用試験で受験者ではなく観客としてそれを聞きに行ったところ、他の受験者たちがフーガ課題で出来が良くなく、審査員の一人でデュルンベルガー (Johann August Dürrnberger) というブルックナーの以前のオルガンの教師が客席にいたブルックナーを見つけて演奏するように仕向けたところ、ブルックナーが見事な即興フーガを披露して他の受験者を凌ぎ、大聖堂オルガニストの座を勝ち取ったという逸話がある。
フランスにおいてはとくにフーガとアカデミズムとの結びつきが強く、フランソワ＝ジョゼフ・フェティス、ルイジ・ケルビーニ、テオドール・デュボワ、アンドレ・ジェダルジュといった教師が活動したパリ音楽院において、作曲の訓練のために厳格な規則をもつ形式が発展した。歴史上の実作とは必ずしも符合しないこの規範的な形式は「学習フーガ」(仏：fugue d'école、英：school fugue) と呼ばれ、21世紀に入っても教えられている。
旧ソビエト連邦ではソ連崩壊まで「ピアノ(またはオルガン)のためのプレリュードとフーガ」の作曲が必修であった。ドミートリイ・ショスタコーヴィチは、バッハの『平均律』の解釈をマリア・ユージナから個人レッスンで教わった。その結果生まれたのが『ピアノのための24のプレリュードとフーガ』である。
かつて20世紀の音楽学校ではフーガは必修科目であったが、戦後は対位法学習の旧弊な点が指摘され、徐々にカリキュラムから減らされていった。ルチアーノ・ベリオは「パリベニ (Giulio Cesare Paribeni) のクラスで対位法をやっていたが、たびたび二人きりの授業になった」と語っている。また、ナディア・ブーランジェが目指した最も高い指標に「即興でフーガを作曲すること」がある。
イタリアの各種音楽院もパリ音楽院に倣って、和声法と対位法とフーガの書籍が大量にイタリア語に翻訳された。翻訳のみならずヴィンセンツォ・フェローニのように、1939年には隅々までパリ音楽院のメソッドを輸入していた時期もあった。しかしながら、レナート・ディオニーシが1960年代末から対位法教育の改革に取り組み、現在では16世紀の技法と18世紀の技法を別個に習うよう元に戻されている。ただし、日本はそのまま元に戻ることはなく、現在もパリ音楽院のメソッドが継承されている。

## フーガに関する文献
- 山口博史 (2016). フーガ書法～パリ音楽院の方式による～. 音楽之友社.
- 島岡譲 (1984). 音楽の理論と実習 III. 音楽之友社. (絶版)
- Joseph Kerman (2005). The art of fugue: Bach fugues for keyboard, 1715-1750. University of California Press.
- David Ledbetter (2002). Bach's Well-tempered Clavier: The 48 Preludes and Fugues. Yale University Press.
- 市田儀一郎 (1968). バッハ 平均律クラヴィーア I 解釈と演奏法. 音楽之友社.（2012年部分改訂）
- 市田儀一郎 (1983). バッハ 平均律クラヴィーア II 解釈と演奏法. 音楽之友社.
- Hugo Riemann (1890, 1891). Katechismus der Fugen-Komposition: Analyse von J. S. Bachs Wohltemperiertem Klavier und Kunst der Fuge.
- Marjorie Wornell Engels (2006). Bach's Well-Tempered Clavier: An Exploration of the 48 Preludes and Fugues. McFarland.
- Carl Czerny (1837). Die Schule des Fugenspiels op. 400.
- Bruno Zanolini (1993). La tecnica del contrappunto strumentale nell'epoca di Bach. Suvini Zerboni.
- Peter Schubert; Christoph Neidhöfer (2006). Baroque counterpoint. Pearson Prentice Hall.
- André Gédalge (1901). Traité de la fugue.
- Théodore Dubois (1901). Traité de contrepoint et de fugue.
- Alfred Mann (1958). Study of Fugue.
- ザロモン・ヤーダスゾーン, 戸田邦雄訳注 (1952). カノンとフーガ－典則曲および遁走曲教程. 音楽之友社.
- Ebenezer Prout (1891). Fugue.
- ルイジ・ケルビーニ, 小鍛冶邦隆訳 (2013). 対位法とフーガ講座. アルテスパブリッシング.
- 池内友次郎 (1977). 学習追走曲. 音楽之友社.（2024年に『学習フーガ』として再刊）
- Charles Koechlin (1933). Étude sur l'écriture de la fugue d'école.
- Marcel Dupré (1938). Cours complèt de fugue.
- マルセル・ビッチ、ジャン・ボンフィス, 池内友次郎監修, 余田安広訳 (1986). フーガ. 白水社（文庫クセジュ）.
- Graves, William L., Jr. (1962). Twentieth Century Fugue. Washington, D.C.: The Catholic University of America Press. OCLC 480340.
- Kivy, Peter (1990). Music Alone: Philosophical Reflections on the Purely Musical Experience. Ithaca: Cornell University Press. ISBN 0-8014-2331-7.
- Ratner, Leonard G. (1980). Classic Music: Expression, Form, and Style. London: Collier Macmillan Publishers. ISBN 9780028720203. OCLC 6648908.
- Ratz, Erwin (1951). Einführung in die Musikalische Formenlehre: Über Formprinzipien in den Inventionen J. S. Bachs und ihre Bedeutung für die Kompositionstechnik Beethovens [Introduction to Musical Form: On the Principles of Form in J. S. Bach's Inventions and their Import for Beethoven's Compositional Technique] (first edition with supplementary volume ed.). Vienna: Österreichischer Bundesverlag für Unterricht, Wissenschaft und Kunst.
- Verrall, John W. (1966). Fugue and Invention in Theory and Practice. Palo Alto: Pacific Books. OCLC 1173554.
- Walker, Paul (1992). The Origin of Permutation Fugue. New York: Broude Brothers Limited.
- Walker, Paul Mark (2000). Theories of Fugue from the Age of Josquin to the Age of Bach. Eastman studies in music 13. Rochester: University of Rochester Press. ISBN 9781580461504. OCLC 56634238.